# Kadasonnahalli, Malur
Kadasonnahalli là một làng thuộc tehsil Malur, huyện Kolar, bang Karnataka, Ấn Độ.